# 皇居三の丸尚蔵館

狩野永徳 唐獅子図屏風

皇居三の丸尚蔵館（こうきょさんのまるしょうぞうかん、英: Museum of the Imperial Collections）は、東京都千代田区千代田の皇居東御苑内にある、国立文化財機構が所管する博物館施設。
昭和天皇崩御後の1989年（平成元年）6月に遺族の明仁と香淳皇后から寄贈され国庫に帰属した美術品を保存、研究、公開するための施設として、1992年（平成4年）9月に宮内庁所管の博物館「三の丸尚蔵館」として皇居東御苑内に建設され、1993年（平成5年）11月3日に開館した。開館以後も皇族からの寄贈により収蔵品が度々追加されており、現在の収蔵点数は9,800点。
2019年（平成31年/令和元年）度から収蔵庫と展示室を拡張するために建て替え工事が始まり、2023年（令和5年）年10月に宮内庁から国立文化財機構に移管され、同機構を所管する文化庁が収蔵品の管理を行う体制に改められた。2023年（令和5年）11月3日に建て替えられた第I期棟が開館して施設の正式名称が「皇居三の丸尚蔵館」に改められ、2025年（令和7年）5月からの一時休館を挟んで、2026年（令和8年）秋に旧館跡地に第II期棟が完成して全面的に再開館する予定である。

## 開館までの経緯
日本の皇室は、京都御所で儀式の際に用いる屏風や刀剣、歴代天皇の宸筆などの古来代々継承されてきた伝来品のほか、近代以降は東京の皇居宮殿、御所で用いた調度品、華族、財界人、海外の賓客などから献納された美術品、院展などの展覧会で買い上げた美術品など、多くの美術品や文化財を所有していた。こうした皇室所有品は「御物（ぎょぶつ）」と称された。第二次世界大戦直後、かつての皇室財産は相当数が国有財産に移された。正倉院と正倉院宝物は宮内庁の正倉院事務所、京都御所、桂離宮、修学院離宮は宮内庁京都事務所の管理下におかれ、陵墓出土品や古文書・典籍などは宮内庁書陵部の管轄となった。これら以外の、第二次大戦後も天皇の私物にとどまった文化財は引き続き「御物」と呼ばれることになった。
1989年（昭和64年）1月7日、昭和天皇が崩御したことにともない、相続税の納税のため、遺産の範囲を確定する必要が生じた。天皇の晩年には、戦後「御物」と称されたものであっても、国有財産なのか天皇の私物なのかが曖昧になっていたのである。そして「三種の神器」をはじめ、歴代天皇の肖像・宸筆、皇室の儀式に用いる屏風や刀剣類など、皇室にゆかりの深い品は、皇室経済法第7条により、引き続き「御物」として天皇の私物とされた。その一部は相続税の課税対象となっている。残りの絵画、書、工芸品などの美術品類約3,180件（約6,000点）は1989年（平成元年）6月、遺族から国に寄贈された。これらの国有財産となった美術品類を適切な環境で保存研究し、一般に公開する目的をもって1993年（平成5年）に、皇居東御苑内に「三の丸尚蔵館」が開館した。地上2階建て、総床面積約1600平方メートル、1階には約160平方メートルの展示室と売店を設けたほか、約1000平方メートルの収蔵庫を備えている。当初は保存研究を主目的とした収蔵施設として建設を計画し、収蔵品の公開については博物館・美術館への貸出等を行って展示することを検討していたが、皇室の意向もあり当館内に展示室を設けることになったという。

## 新体制へ

### 三の丸尚蔵館の建て替え
2014年8月、宮内庁が当館に新館を建設する構想を検討していることが明らかとなった。皇居東御苑は平成に入って以降入園者が増加し、2014年7月29日には公開開始以来の入苑者が2500万人を突破、同年には年間の入苑者が初めて100万人を超えた。皇居東御苑入苑者の増加に比例して当館の入館者も増えており、2014年11月15日には開館以来の入館者が500万人に到達、2017年5月28日には600万人を超えた。宮内庁はこうした当館入館者の増加傾向や、皇室からの寄贈品の増加（#収蔵品参照）により収蔵庫が手狭になっている問題を受け、新館を建設し『動植綵絵』30幅が並ぶ程度の展示スペースと新たな収蔵庫の確保をすることを構想した。2015年12月、改修と新館建設に関する基本計画がまとまり、2016年1月、宮内庁より公表された。総床面積は既存部分の約3倍となる4800平方メートル、展示室は360平方メートル、収蔵庫は約1800平方メートルに拡張。このほか皇居の概要や皇室の歴史などを紹介するコーナーも新設。完成予定は2022年度と発表された。2017年12月、宮内庁はこの計画を進めるべく、収蔵品の保存や公開の在り方を検討する有識者懇談会を設置した。しかし有識者からは、既存建物の増築や収蔵品の建物内移動などについて宮内庁の計画に否定的な意見が相次いだ。2018年6月、懇談会座長の宮田亮平文化庁長官が宮内庁の西村泰彦次長に反対意見を盛り込んだ提言を手渡した。これを受け、宮内庁は新館建設計画を撤回。既存の建物を取り壊し、大型の新築棟に全面的に建て替える方針を明らかにした。最終的に展示室を従来の約8倍の1300平方メートルに、収蔵庫を従来の約4倍の4000平方メートルに拡張すること、外国人旅行客誘致を名目に建設費には国際観光旅客税（出国税）を充てることが決定された。
2019年度から建て替え建設工事が始まり、2023年11月3日に第I期棟が竣工して開館し、博物館の正式名称が「皇居三の丸尚蔵館」に改められた。2025年5月からは開館済みのI期棟と建設中のII期棟との接続工事のため一時休館し、2026年秋に第II期棟が竣工し全面再開館する予定である。新たな施設には複数の展示空間が設けられるため展示品の入れ替えのための休館日がなくなり、皇居では初となるカフェが併設される予定である。

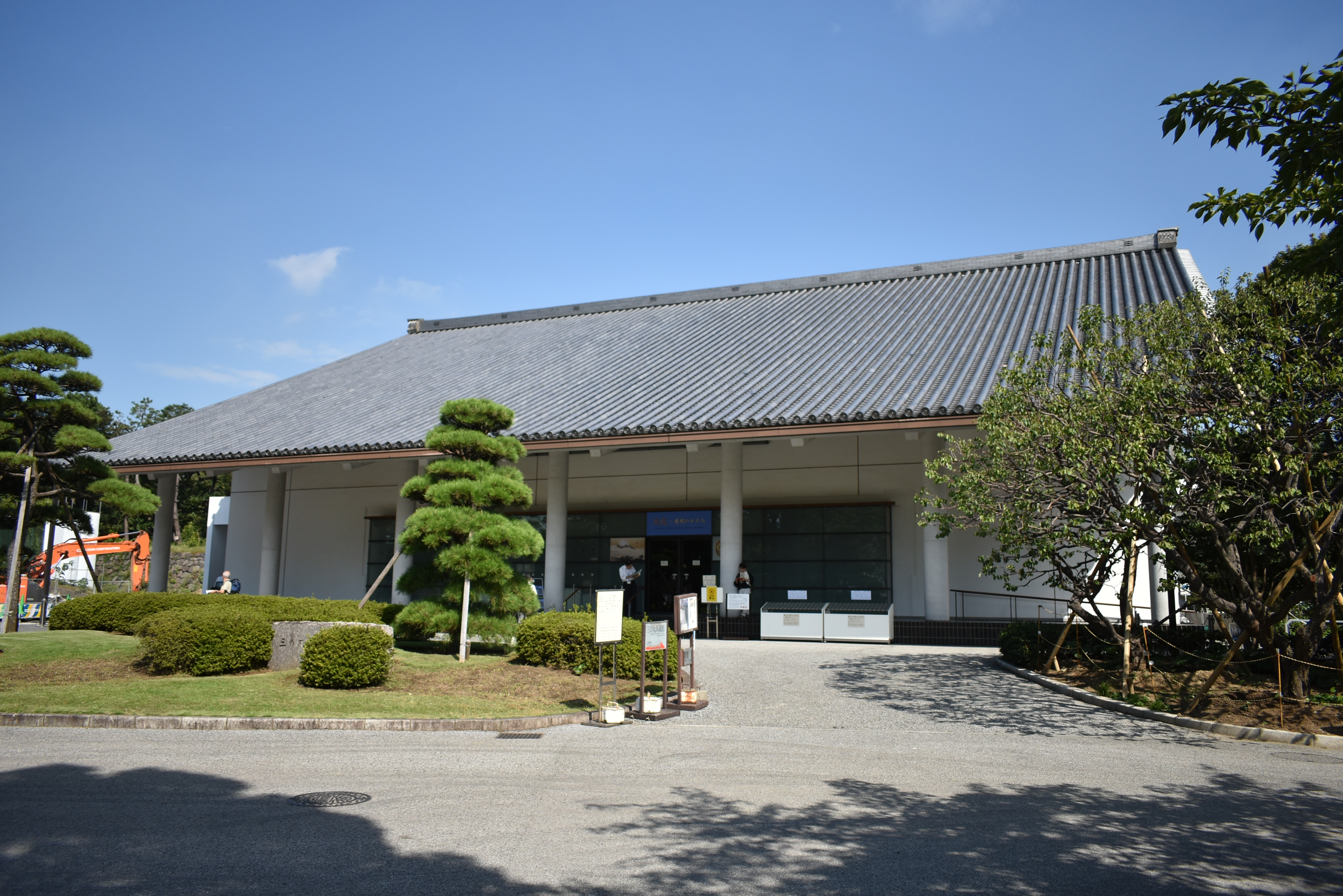
旧三の丸尚蔵館（2019年9月28日撮影）
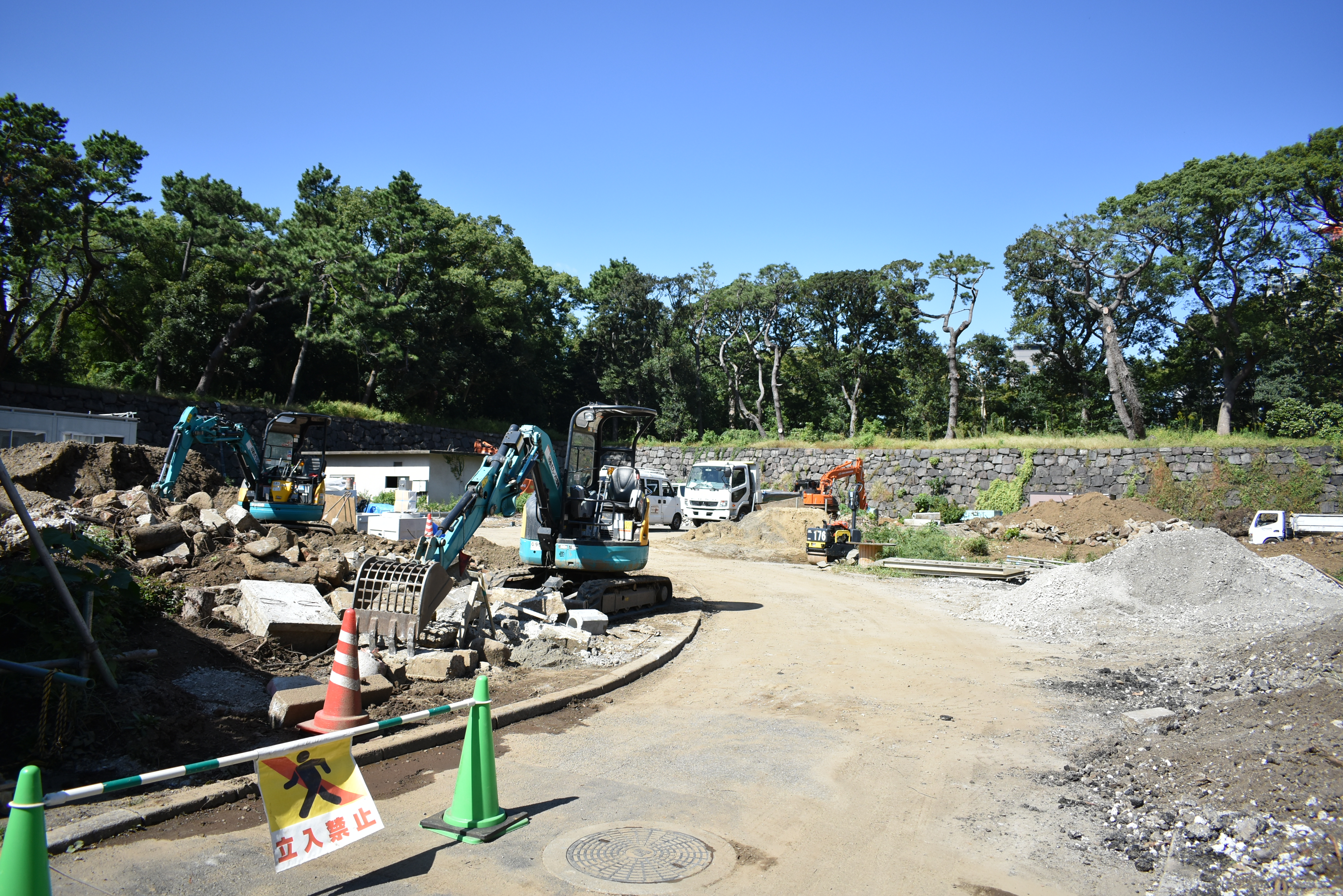
新築工事敷地（同日撮影）
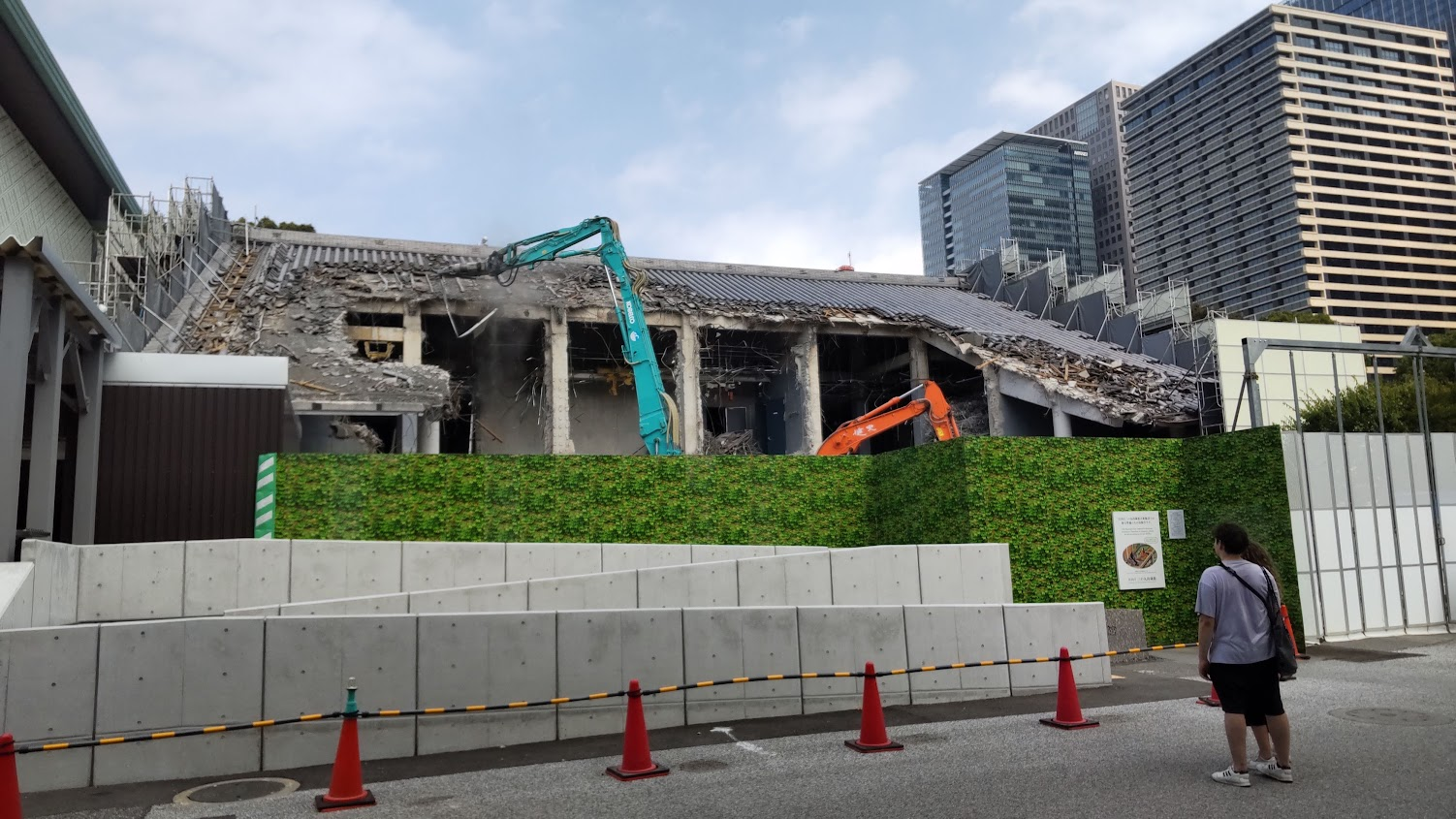
旧館の取り壊しの様子（2023年9月28日撮影）

### 収蔵品に対する国宝・重要文化財指定の開始
皇族の私有物である御物、御物から国有財産に移されて三の丸尚蔵館が所蔵するようになった美術品、正倉院宝物、書陵部管理品といった宮内庁が管理する文化財は、慣習的に文化財保護法による指定の枠外となっていたため、三の丸尚蔵館の所蔵品は長らく国宝、重要文化財に指定されていなかった。しかしながら2018年（平成30年）6月、宮内庁の三の丸尚蔵館の今後の在り方を検討する有識者会議は「（国民に所蔵品の）価値を分かりやすく示すべきだ」との提言を行った。そして2021年（令和3年）7月、文化庁の文化審議会は絵巻物の『蒙古襲来絵詞』と『春日権現験記絵巻』、狩野永徳の代表作『唐獅子図屏風』、明治時代に京都・相国寺から宮内省が買い上げた伊藤若冲『動植綵絵』30幅、平安中期の書家小野道風の『屏風土代』の計5件を、三の丸尚蔵館所蔵の文化財としては初めて国宝に指定するように文部科学大臣に答申した。同年9月30日、答申通り上記5件が国宝に指定された。

### 国立文化財機構と文化庁への移管
2022年8月23日に宮内庁と文化庁は、当館を2023年10月に宮内庁から国立文化財機構に移管し、同機構を所管する文化庁が収蔵品の管理を行う体制に改めることを発表した。この際、当館を文化財の管理と展示と地方展開に実績のある文化庁とその傘下の国立文化財機構に移管することで、三の丸尚蔵館の収蔵品の保存・展示・調査研究と地方展開などの円滑化と進展が図られると説明された。

## 収蔵品
開館当初の主な収蔵品は、昭和天皇の遺族に継承された御物を除いて国庫に寄贈された、代々に渡って継承、献納、購入されてきた絵画、書、工芸品などの美術品類約3,180件（約6,000点）であった。その後、1996年（平成8年）に秩父宮妃勢津子の遺品が、2001年（平成13年）に香淳皇后の遺品が、2005年（平成17年）に高松宮妃喜久子の遺品（高松宮家が祭祀を継承した有栖川宮家伝来品を含む）が、2014年（平成26年）3月に三笠宮崇仁親王ゆかりの品を中心とする三笠宮家の所蔵品が、それぞれ寄贈されて追加収蔵された。2014年（平成26年）時点で、約9,800点の美術品類を収蔵している。
本館建て替え計画にあたって有識者らにより提言された報告書によると、2018年時点で収蔵品9,682点のうち2,484点が「優品」に分類され、国宝、重要文化財の候補になるレベルの質を持っているものか、作品が制作された時代、もしくは皇室の歴史と文化との関わりにおいて重要なものであると分類された。なお、この時点では三の丸尚蔵館の収蔵品は慣習的に文化財保護法の枠外であったため、極めて価値が高い文化財であっても国宝や重要文化財に指定されていなく、一部の収蔵品が初めて文化財指定されたのは2021年のことであった（前節参照）。その他の7,139点が美術的、歴史的価値を有し、博物館や美術館で展示することが適当なものであり、残り59点が美術的、歴史的価値が見いだし難く、展示は不適当なものとされた。
収蔵品には、江戸時代以前から禁裏に伝来した品のほか、帝室技芸員に任命された美術家の制作した作品、焼失した皇居の明治宮殿で使用されていた調度、装飾品類、明治以降に旧大名家、旧摂関家や財界人等から皇室に献上された美術品などが含まれる。
主な収蔵品については以下を参照。
- 主な収蔵作品　絵画 三の丸尚蔵館
- 主な収蔵作品　書 三の丸尚蔵館
- 主な収蔵作品　彫刻・工芸 三の丸尚蔵館

また主な収蔵品を以下に列挙する。

### 絵画

#### 国宝
- 春日権現験記絵巻 - 20巻。延慶2年（1309年）。鷹司家より1875年（明治8年）献納（右図参照）。
- 蒙古襲来絵詞 - 鎌倉時代。細川家家臣の大矢野家より1890年（明治23年）献納。（右図参照、当該項目に全巻の画像あり）。
- 唐獅子図屏風 - 狩野永徳・狩野常信（右図参照）。毛利公爵家より1888年（明治21年）献納。
- 動植綵絵（どうしょく さいえ） - 30幅。伊藤若冲。江戸時代。相国寺より1889年（明治22年）献納。

#### 重要文化財（指定予定含む）
- 南蛮人渡来図〈／六曲屏風〉- 安土桃山時代。静岡市葵区・来迎院伝来。徳川公爵家より明治宮殿落成を祝い1889年（明治22年）献納。
- 世界図〈／八曲屏風〉（二十八都市万国絵図） - 安土桃山～江戸時代。明治維新時に駿府の徳川宗家より献納されたと伝わるが、それ以前の伝来は不明。明治天皇が好み明治宮殿奥宮殿の表御座所に常に置かれたという。
- 紙本著色天子摂関大臣影 - 鎌倉～南北朝時代。伝来の曼殊院より1878年（明治11年）献納。令和6年度指定。
- 紙本著色厩図〈／六曲屏風〉-  室町時代。徳川家茂より1859年（安政5年）献納。2024年（令和6年）指定。
- 絵師草紙 - 鎌倉時代。徳川公爵家より明治20年（1887年）献納。令和7年（2025年）指定予定。

#### その他
- 浜松図屏風 - 海北友松。旧桂宮家伝来。
- 網干図屏風 - 海北友松。旧桂宮家伝来。
- 源氏物語図屏風 - 伝狩野永徳。旧桂宮家伝来。
- 源氏物語図屏風 - 狩野探幽。1642年（寛永19年）。旧桂宮家伝来。
- 扇面散屏風 - 俵屋宗達。御在来品（京都御所伝来品）か。
- 小栗判官絵巻 - 15巻。岩佐又兵衛工房。岡山池田侯爵家より1895年（明治28年）献納。
- 群獣図屏風 - 円山応挙。御在来品か。
- 牡丹孔雀図 - 円山応挙。久我家伝来。
- 花鳥十二ヶ月図 - 酒井抱一。1823年（文政6年）。

蒙古襲来絵詞（部分）
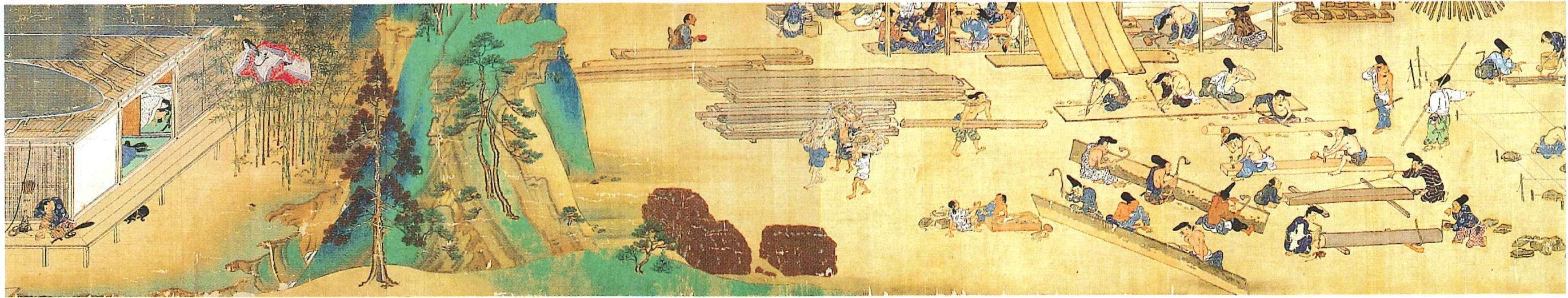
春日権現験記絵巻（部分）
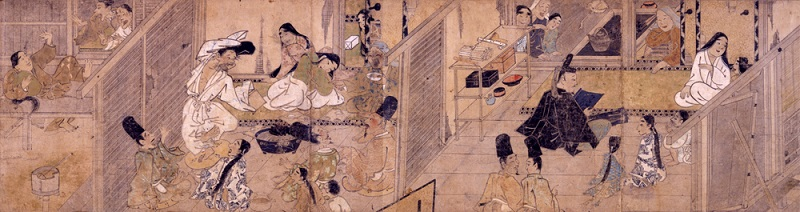
絵師草紙（部分）
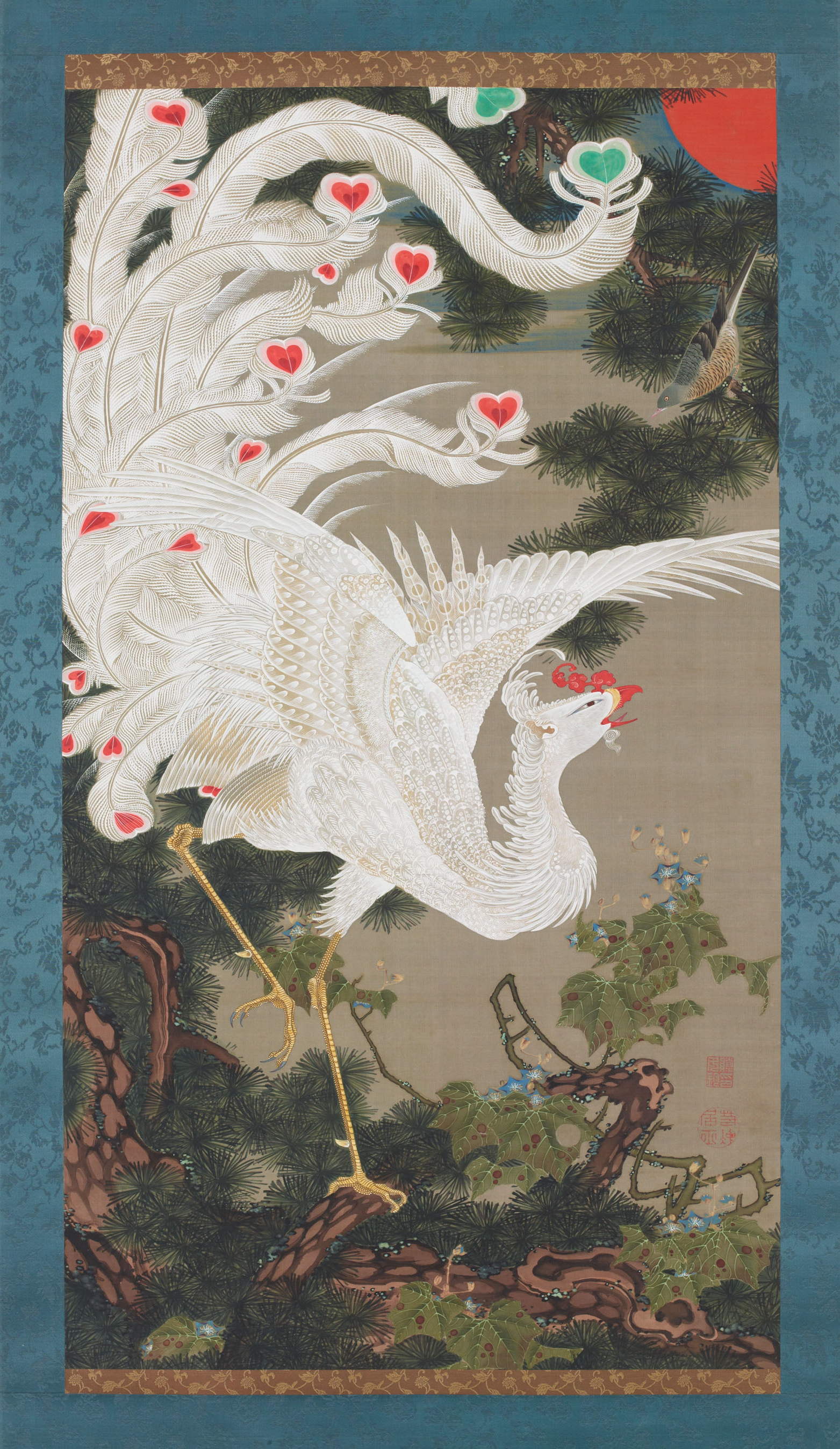
伊藤若冲『動植綵絵』のうち老松白鳳図
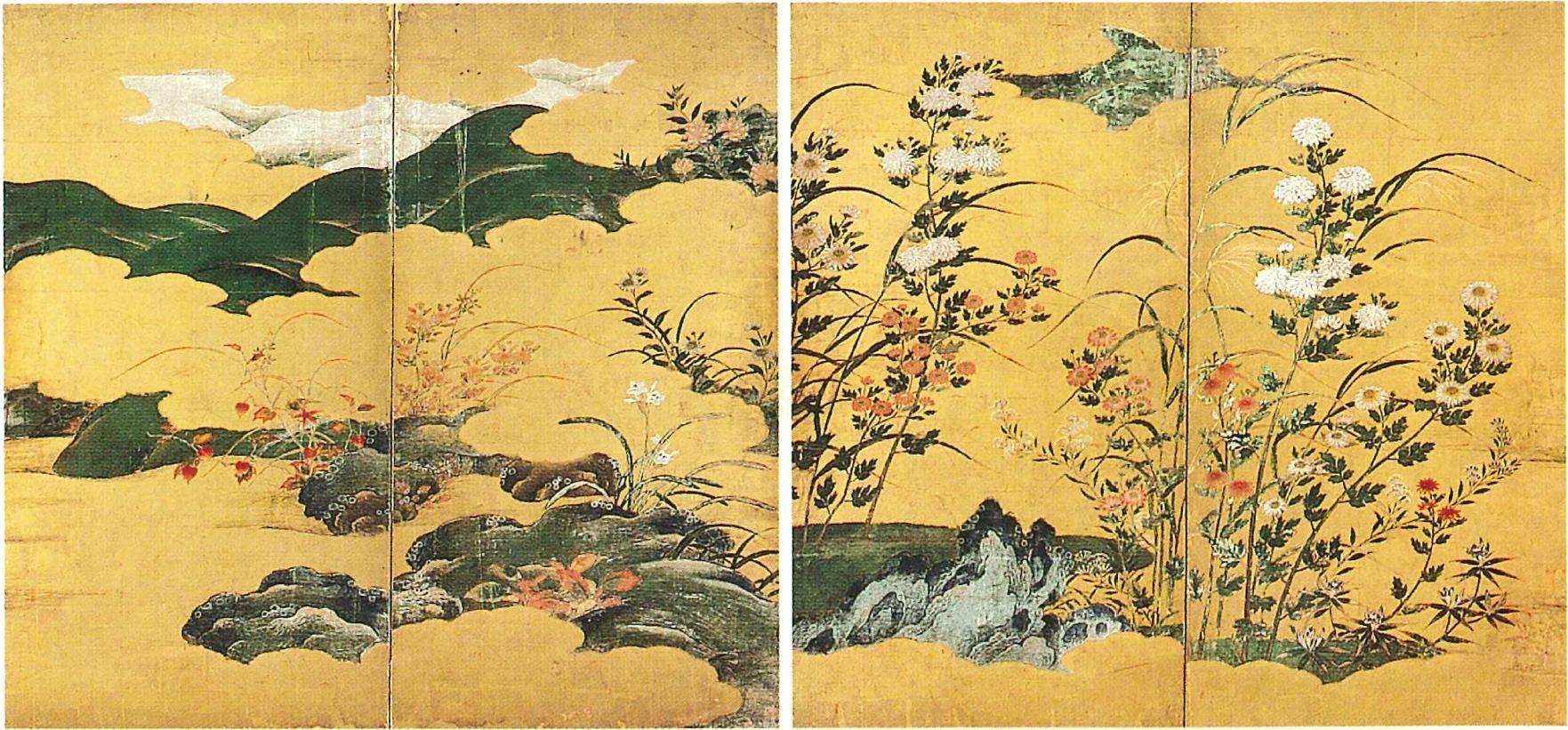
伝狩野永徳『四季草花図』（旧八条宮家邸襖絵）

### 書跡

#### 国宝（指定予定含む）
- 屏風土代 - 小野道風筆。延長6年（928年）。井上馨旧蔵。井上侯爵家より1925年（大正14年）献納。
- 喪乱帖 - 王羲之筆。唐時代の搨摸本、原本は東晋時代。妙法院より1880年（明治13年）献納。
- 更級日記 - 藤原定家筆。御在来品。
- 万葉集 巻第二 第四残巻（金沢本）- 藤原定信筆（伝承筆者は源俊頼）。平安時代（12世紀）。前田侯爵家より1910年（明治43年）献納。
- 和漢朗詠集（雲紙） - 伝・藤原行成筆。平安時代（11世紀）。御在来品。
- 和漢朗詠集（唐紙） - 伝・藤原行成筆。「粘葉本（でっちょうぼん）和漢朗詠集」とも呼ばれる。平安時代（11世紀）。近衛家より1878年（明治11年）献納。2025年（令和7年）指定。

#### その他
- 草書孝経 - 賀知章筆。近衞家より献納。
- 孫過庭書譜断簡（そんかてい しょふ だんかん） - 伝・空海筆。京都・毘沙門堂門跡より1880年（明治23年）献納。
- 玉泉帖 - 小野道風筆。近衞家より1878年（明治12年）献納。
- 書状（恩命帖） - 藤原佐理筆。平安時代（10世紀）。近衞家より1878年（明治12年）献納。
- 本阿弥切本古今和歌集（ほんあみぎれぼん こきんわかしゅう） - 平安時代（12世紀）。近衞家より1878年（明治12年）献納。
- 安宅切本（あたかぎれぼん）和漢朗詠集 - 伝・源俊頼筆。平安時代（12世紀）。近衞家より1878年（明治12年）献納。
- 巻子本（かんすぼん）和漢朗詠集 - 伝・藤原公任筆。平安時代（12世紀）。伊達伯爵家より1901年（明治34年）献納。

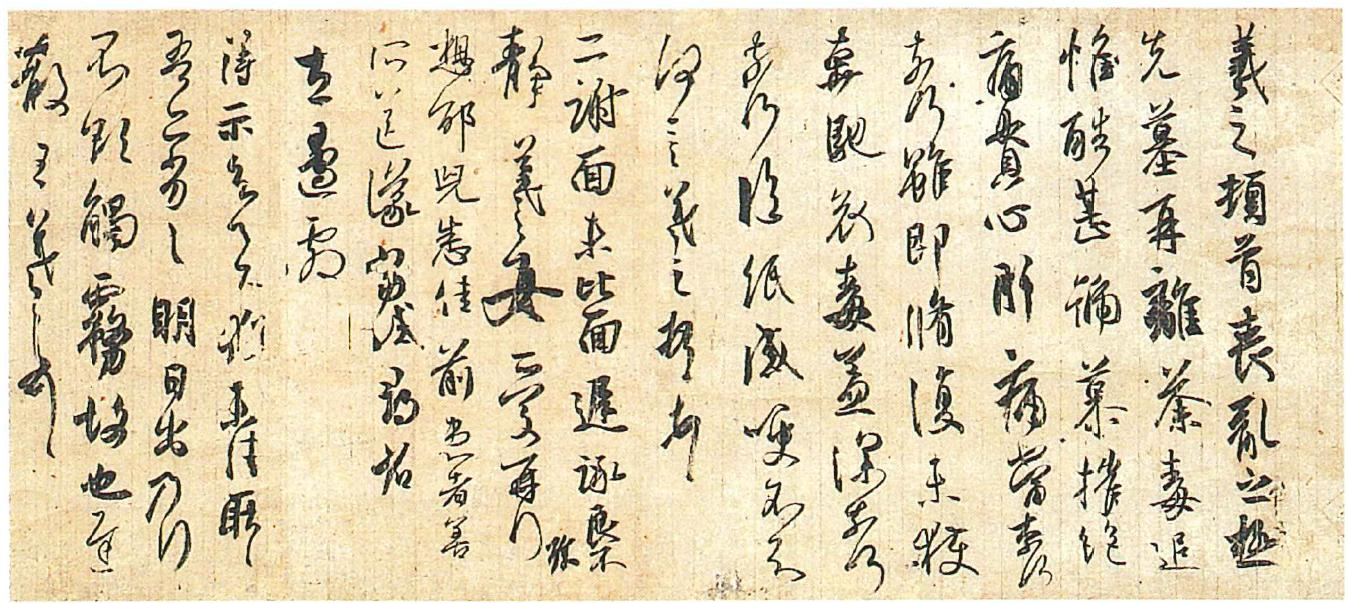
王羲之筆 喪乱帖
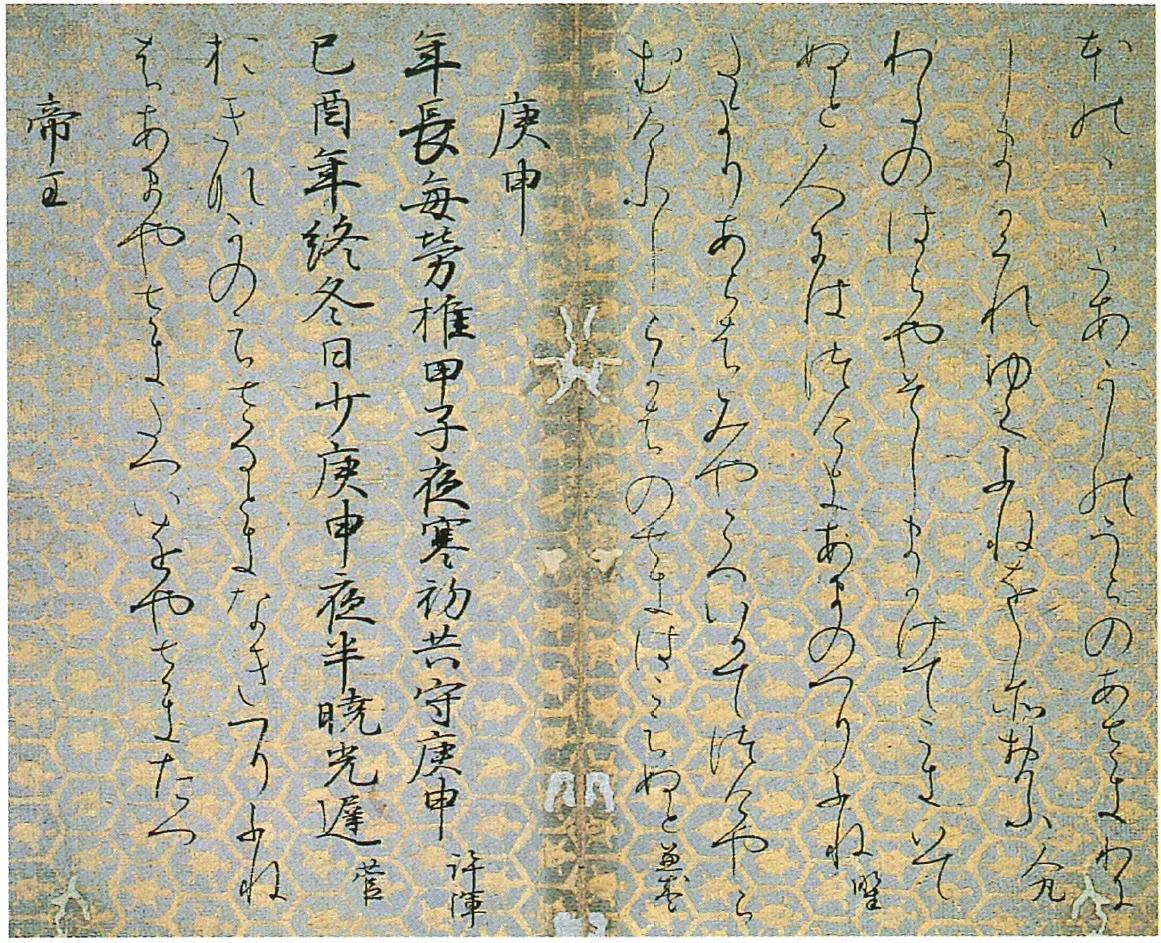
粘葉本和漢朗詠集 掲出部分は下巻の「行旅」「庚申」の部分。

### 工芸品

#### 重要文化財（指定予定含む）
- 宇治川蛍蒔絵料紙硯箱 - 飯塚桃葉作。1775年（安永4年）。蜂須賀侯爵家より献納。2025年（令和7年）指定予定。

#### その他
- 木画箱 - 唐時代。旧法隆寺献納宝物。
- 蔦細道蒔絵文台硯箱 - 安土桃山～江戸時代。御在来品。
- 短刀 銘正宗（名物京極正宗） - 京極子爵家より1928年（昭和3年）献納。
- 短刀 銘行光 - 前田侯爵家より献納
- 太刀 銘備前国長船光忠 - 男爵岩崎小弥太より1933年（昭和8年）献納。

### 近代絵画

#### 重要文化財（指定予定含む）
- 松岡寿『ベルサリエーレの歩哨』 - 1887年（明治20年）、宮中顧問官花房義質を通じ明治天皇の下命を受けて制作。2025年（令和7年）指定予定。

#### その他
- 川端玉章『四時ノ名勝』 - 1899年（明治32年）。 1900年パリ万国博覧会出品のため明治天皇の下命を受けて制作。
- 横山大観『御苑春雨』 - 1926年（大正15年）。大観から皇太子裕仁親王に献上。明治宮殿表御座所の調度として宮内省から六曲一双屏風と双幅掛軸揮毫の下命を受けた大観が、制作の参考として特別に拝観した赤坂御苑を描く。
- 横山大観『飛泉』 - 1928年（昭和3年）。宮内省から揮毫の下命を受けた双幅掛軸。
- 横山大観『秩父霊峯春暁』 - 1928年（昭和3年）。秩父宮家創設を祝して秩父神社が献上。
- 横山大観『龍蛟躍四溟』 - 昭和11年（1936年）。大観が90枚も描き直して献上。
- 下村観山『光明皇后』 - 1897年（明治30年）。所蔵者が1941年（昭和16年）献上。
- 富岡鉄斎『武陵桃源・瀛洲神境』（ぶりょうとうげん・えいしゅうしんきょう） - 1923年（大正12年）。鉄斎が京都市の依頼で制作し献上。
- 川合玉堂『雨後』 - 1924年（大正13年）。第5回帝国美術院展覧会にて御買上。
- 竹内栖鳳『薫風稚雀寒汀白鷺図』（くんぷうちじゃく・かんていはくろず） - 1928年（昭和3年）。
- 平福百穂『玉柏』 - 1928年（昭和3年）。
- 上村松園『雪月花』 - 1937年（昭和12年）。貞明皇后の用命を受け、20年以上を要して制作。
- 堂本印象『火退（ほそけ）』 - 1938年（昭和13年）。

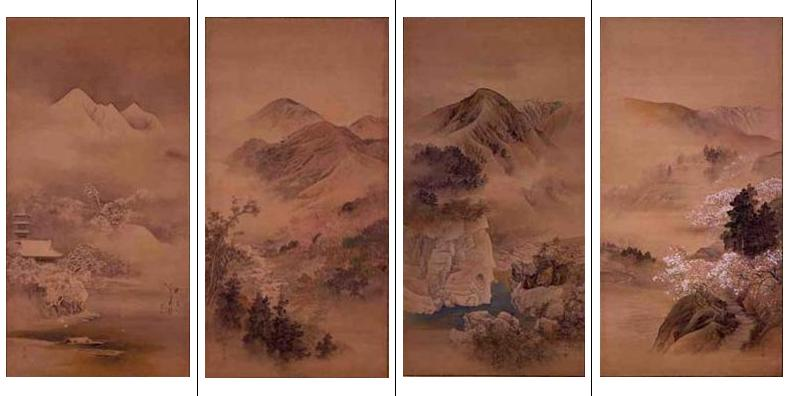
川端玉章『四時ノ名勝』1899年
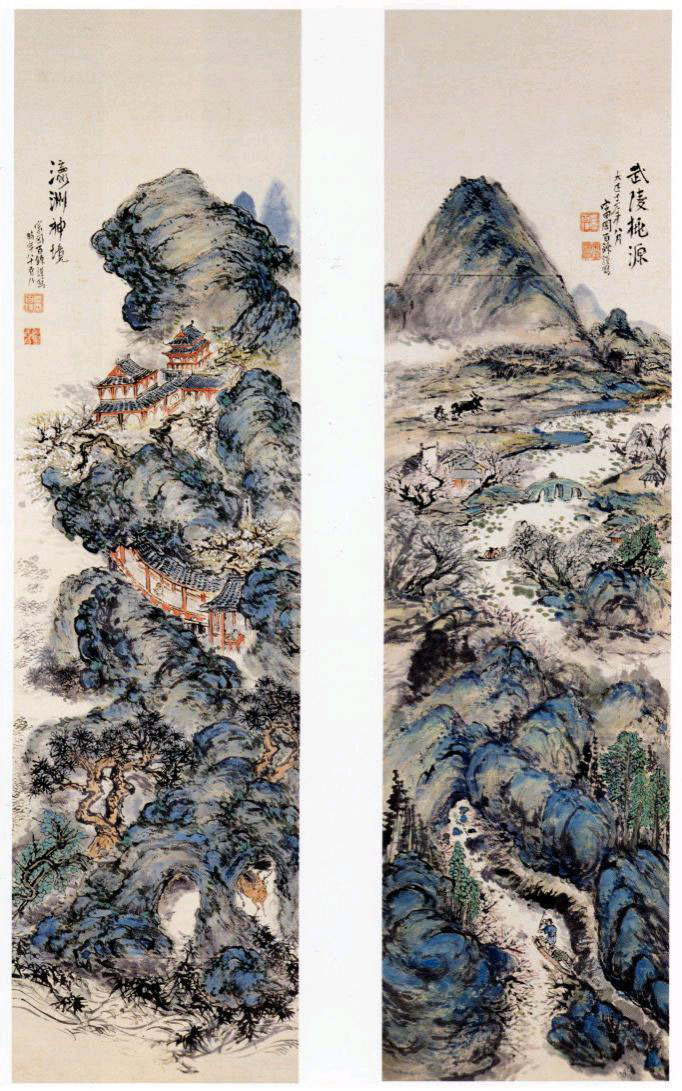
富岡鉄斎『武陵桃源瀛州神境』1923年
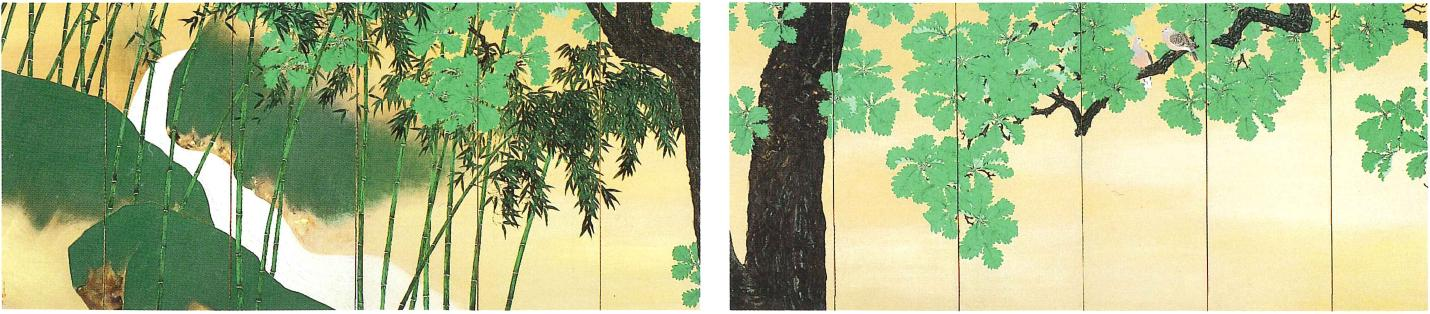
平福百穂『玉柏』1928年

### 近代工芸

#### 重要文化財（指定予定含む）
- 海野勝珉『銅色絵蘭陵王置物』 - 彫金、1890年（明治23年）
- 海野勝珉『銅色絵太平楽置物』 - 彫金、1899年（明治32年）。 1900年パリ万国博覧会出品のため明治天皇の下命を受けて制作。2024年（令和6年）指定。
- 川之辺一朝（蒔絵）、海野勝珉（銀製金具）、片岡源次郎（螺鈿）、六角紫水（デザイン）ほか『菊蒔絵螺鈿書棚』 附　菊蒔絵螺鈿入御書棚製作図 - 漆工、1903年（明治36年）。 明治天皇の下命を受けて制作され制作期間は11年[27]。金は佐渡金山のものを使用。制作経緯は「明治美術ノ真粋」を後世に伝えるため、あるいは美術奨励のためと当時の美術雑誌などに記されている。いわゆる「明治の三大製作（三大作）」のひとつ[28]。2024年（令和6年）指定。
- 並河靖之『七宝四季花鳥図花瓶』 - 七宝、1899年（明治32年）。 1900年パリ万国博覧会出品のため明治天皇の下命を受けて制作。2025年（令和7年）指定予定。
- 三代清風与平『旭彩山桜図花瓶』 - 磁器、1905年（明治38年）。日本美術協会第37回美術展覧会にて御買上。2025年（令和7年）指定予定。

#### その他
- 高村光雲『矮鶏置物』 - 木彫、1889年（明治22年）。雄の矮鶏が同年の日本美術協会第21回美術展覧会に出品され明治天皇が御買上。その後、雌の矮鶏を追加制作。
- 高村光雲『猿置物』 - 木彫、1923年（大正12年）。1922年（大正11年）の秩父宮雍仁親王成年式に際し、同親王より大正天皇、貞明皇后へ献上、東京美術学校依嘱制作。
- 加納夏雄ほか『沃懸地御紋蒔絵螺鈿太刀拵』 - 彫金、1896年（明治29年）。明治天皇の下命により制作。制作期間4年[29]。いわゆる「明治の三大製作（三大作）」のひとつ[28]。
- 石川光明『古代鷹狩置物』 - 象牙彫刻、1900年（明治33年）。1900年パリ万国博覧会出品のため明治天皇の下命を受けて制作。
- 旭玉山『官女置物』 - 象牙彫刻、1901年（明治34年）。同年の日本美術協会第33回美術展覧会で御買上。
- 香川勝広『和歌浦図額』 - 彫金、1899年（明治32年）。1900年パリ万国博覧会出品のため明治天皇の下命を受けて制作。
- 香川勝広ほか『花唐草透彫水晶入短刀拵』 - 彫金、香川の拵（こしらえ）は1904年（明治37年）。製作期間10年[29]。いわゆる「明治の三大製作（三大作）」のひとつ[28]。鎌倉時代（14世紀）の短刀は1887年（明治20年)、徳川家達が明治天皇に献上。
- 初代宮川香山『青磁遊環龍文花瓶』 - 磁器、1914年（大正3年）。渡欧から帰国した皇太子裕仁親王が1921年（大正10年）、大正天皇・貞明皇后より拝領。
- 初代諏訪蘇山『青瓷鳳雲文花瓶』- 磁器、1919年（大正8年）。宮内省の下命を受けて制作。

海野勝珉『蘭陵王置物』1890年
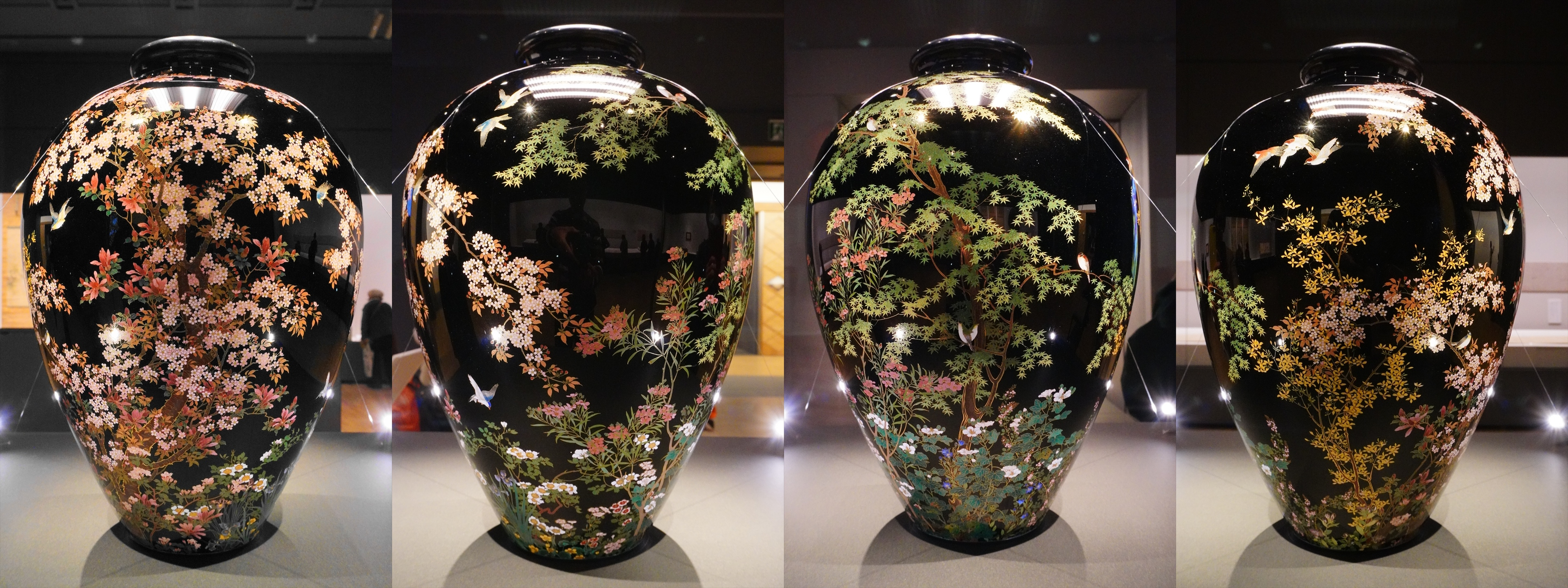
並河靖之 『四季花鳥図花瓶』1899年（画像左から右回り90度ずつ撮影）
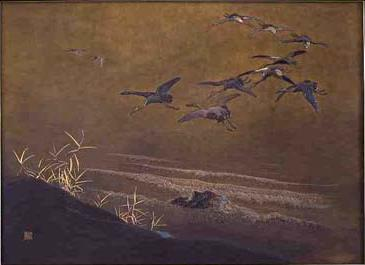
香川勝広『和歌浦図額』1899年

### 歴史資料

#### 重要文化財（指定予定含む）
- 『人物写真帖』 - 写真、1880年（明治13年）ごろ。明治天皇の下命を受けて大蔵省印刷局等が制作。明治天皇は深く親愛する群臣の写真を座右に備えるためその蒐集を命じた。鶏卵紙、総革装洋綴の写真帖は全39冊で、収載された肖像写真は皇族15方を含む計4531名。2025年（令和7年）指定予定。

## 利用案内
- 入館料　高校生以下、満18歳未満、満70歳以上、障害者手帳保持者と介護者1名は無料、一般1,000円、大学生500円[30]
- 開館時間[31]
  - 9:30～17:00(入館は16:30)
- 休館日[32]
  - 展覧会期間中の毎週月曜日。
  - 展覧会の準備期間。
  - 年末年始（12月28日～翌年1月3日）。
    - 天皇誕生日。
    - 月曜日が「国民の祝日等の休日」で開館する場合は、翌火曜日を休館。

  - 皇居東御苑は入苑者が定員を超過した場合、一時的に入苑を中止することがある[33]。
- 館内施設
  - 売店（図録・絵葉書等グッズ取り扱い。公益財団法人菊葉文化協会運営。隣接する大手休憩所にも同協会運営の売店あり（図録バックナンバー・同協会編集皇室関連書籍・DVD・絵葉書その他皇居東御苑入苑記念グッズ等も取り扱い））[34]。
  - 休憩室・化粧室なし（大手休憩所・化粧室[35]が館に隣接している[36]）。
- 交通アクセス[5]
  - 東京メトロ・東京都交通局大手町駅（C13a出口）より徒歩5分。
  - JR東京駅丸の内口より徒歩15分。
    - 皇居東御苑大手門より入苑し徒歩1分。右手すぐ[36]（入門してから約100メートル[5]）。